# Laghman (provins)
Laghman-provinsen er af Afghanistans 34 provinser. Den ligger i den østlige del af landet. Administrationscenteret er byen Mehtar Lam.

## Laghmans distrikter
- Alingar
- Alishing
- Dawlat Shah
- Mehtarlam
- Quarghaee

34°40′N 70°12′Ø / 34.66°N 70.20°Ø